# فرانسیسکو فیدریسزوسکی
فرانسیسکو داوید فیدریسزوسکی (به اسپانیایی: Francisco David Fydriszewski) (زاده ۱۳ آوریل ۱۹۹۳) یک بازیکن فوتبال آرژانتینی است که در نیولز اولد بویز به عنوان مهاجم بازی می‌کند.
او اغلب به دلیل اصالت لهستانی لقب پولاکو دارد.